# Pierangelo Baratono
Pierangelo Baratono (Roma, 8 settembre 1880 – Trento, 2 ottobre 1927) è stato un giornalista, scrittore e poeta italiano.

## Biografia
Nasce a Roma da Alessandro Baratono, nato a Ivrea, e da Ermelinda Rossi, nata a Firenze, ma il suo nome è legato soprattutto a Genova, città d'adozione. È il fratello minore di Adelchi Baratono.
Collabora con "La Riviera Ligure" di Oneglia, rivista diretta da Mario Novaro, poi è redattore, con Ceccardo Roccatagliata Ceccardi e Alessandro Giribaldi, della rivista di lettere, arte e scienza "La vita nova" e scrive articoli di critica letteraria per "Il Lavoro". Nel 1906, nonostante la vita da nottambulo che conduce, entra a lavorare alle poste. Sarà per questo ricordato come maudit sedentario.
Nel 1910 viene trasferito a Grosseto e nel 1912 a Roma (dove collabora con l'editore Formìggini e dirige una collana di "Classici d'amore" per i tipi di Bertelli e Veraudo di Perugia), quindi a Padova.
Allo scoppio della prima guerra mondiale vorrebbe partire, ma viene riformato. Nel 1918, tornato a Genova, collabora al mensile "La gazzetta di Genova", dove conosce Camillo Sbarbaro (altro nottambulo), e a "La Liguria illustrata". I suoi sono racconti grotteschi e caricaturali, scene di teatro, pagine di ironia e versi alessandrini.
Con Eugenio Montale, tra gli altri, frequenta il Caffè Roma della Galleria Mazzini. Nel 1923 cura una traduzione da Auguste de Villiers de L'Isle-Adam e l'anno successivo pubblica un saggio su Edgar Allan Poe. Si dedica poi a una raccolta di poesie dell'amico Ceccardi, la cui scomparsa l'ha turbato a lungo (Sillabe ed Ombre, 1925).

Con Gian Silvio Agostoni (ceramista e pittore) è il principale animatore e vertice dell’Accademia del Caffè Roma.
Trasferito ancora nel 1927 a Trento, vi muore per un attacco cardiaco, in attesa di un prossimo trasferimento a Firenze, a 47 anni. È sepolto a Ivrea, nella tomba di famiglia.
A lui dedicherà qualche pagina lo Sbarbaro: Addio a Pierangelo, nella raccolta di prose Trucioli.

## Opere
- Sparvieri (1900, poesie, con Adelchi Baratono)
- Ombre di lanterna (1907, novelle)
- Bob e il suo mondo (1914, romanzo per ragazzi)
- Commenti al libro delle fate (1920)
- La giostra dei fantocci. Novelle eroi-comiche (1922)
- Corella e Tanino il furbo (1923, novelle)
- Edgar Poe (1924, profilo)
- Antico canto d'amore (1924)
- Schidionata per messer Satana (1924)
- Genova a lume di naso (1925)
- Il beato Macario (romanzo mattacchione) (1929, postumo, con prefazione di Camillo Sbarbaro); a cura di Silvia Tomasi, 2001 ISBN 8879802569
- Genova misteriosa (1982, articoli su "Il Lavoro" 1903-04, a cura di Pino Boero) ISBN 8870580660; 2011 ISBN 9788895952239